# Messaggero Veneto - Giornale del Friuli
Il Messaggero Veneto - Giornale del Friuli è il quotidiano regionale più venduto in Friuli-Venezia Giulia ed è diffuso sostanzialmente in Friuli.

## Storia
Il giornale, fondato il 24 maggio 1946, deve il suo nome sia al fatto che all'epoca il Friuli era ancora parte della Venezia Euganea e sia al fatto che occorreva rinforzare i legami con la Venezia Giulia i cui territori erano rivendicati dalla Jugoslavia. Nel 1966 viene rilevato da Lino Zanussi che, per evitare che il quotidiano possa essere considerato una gazzetta aziendale e al fine di mantenere un giusto equilibrio nell'informazione ai suoi lettori, coinvolge nell'acquisizione, destinando ad ognuno il 30% circa delle azioni, l'ingegnere Carlo Melzi e l'Associazione degli Industriali di Udine distribuendo le quote tra i suoi associati.
Durante la gestione di Lino Zanussi il Messaggero Veneto sarà il primo quotidiano italiano ad installare la rotativa a colori. Riteneva infatti che la rapidità e la qualità di stampa e quindi una maggiore rapidità di diffusione fossero un impegno necessario da parte di un editore al passo coi tempi. Dopo la morte di Lino Zanussi nel 1968 sarà Carlo Melzi a subentrare nella gestione del quotidiano friulano fino alla cessione al Gruppo l'Espresso nel 1998.
Un momento cruciale nella storia del Messaggero Veneto fu la gestione del terremoto che colpì il Friuli Venezia Giulia nel maggio del 1976, durante la direzione di Vittorino Meloni. In quei giorni drammatici, il giornale si trasformò in uno strumento essenziale per la comunità. Meloni, con grande lucidità, orientò il lavoro della redazione verso un’informazione tempestiva e utile, pubblicando aggiornamenti costanti sui soccorsi, le necessità delle comunità colpite e i punti di raccolta degli aiuti.
Il Messaggero Veneto non si limitò a documentare la tragedia, ma divenne un simbolo di solidarietà e speranza. Le sue pagine raccontarono storie di resilienza e aiuto reciproco, stimolando un senso di unità tra i friulani. La leadership di Meloni, basata su una comunicazione chiara e umana, dimostrò come il giornalismo potesse essere non solo testimone, ma anche motore di rinascita.
Dal 1994 al 2011 il giornale è diviso in due inserti, uno relativo alla cronaca nazionale ed uno relativo alla cronaca locale delle province in cui viene distribuito. Le due redazioni di Udine e Pordenone curavano le rispettive edizioni locali del quotidiano, Messaggero di Udine e Messaggero di Pordenone;  il Messaggero di Gorizia è stato invece rimosso dal 2011. Con il passaggio al formato berlinese, viene uniformato lo sfoglio, che comprende anche le cronache, aperte dalla testata come accade per Sport e Cultura.
L'edizione del lunedì si chiama Messaggero del lunedì. Il lunedì esce anche ilNordEst.Economia, inserto settimanale economico. Il giovedì ilNordEst.Weekend, curato dalla redazione Cultura: racchiude i principali eventi culturali del fine settimana e proposte su itinerari e posti da vedere in Friuli Venezia Giulia, Veneto e Trentino-Alto Adige.
Periodicamente vengono allegati un inserto con notizie riguardanti l'economia locale, denominato Up! Economia con cadenza mensile, e l'inserto La casa con cadenza settimanale, con notizie riguardanti il mercato immobiliare locale.
Inoltre nel giornale è presente, con cadenza settimanale, una sezione chiamata MV scuola, i cui redattori sono gli studenti delle scuole superiori e medie delle province di Udine e Pordenone, che inviano i loro articoli al giornale, che sceglierà quali pubblicare.

## Direttori
| Periodo     | Direttore                  |
| ----------- | -------------------------- |
| 1946 - 1948 | Enrico Mascilli Migliorini |
| 1948 - 1965 | Carlo Tigoli               |
| 1965 - 1966 | Isi Benini                 |
| 1966 - 1992 | Vittorino Meloni           |
| 1992 - 2000 | Sergio Gervasutti          |
| 2000 - 2005 | Sergio Baraldi             |
| 2005 - 2012 | Andrea Filippi             |
| 2012 - 2014 | Omar Monestier             |
| 2014 - 2016 | Tommaso Cerno              |
| 2016 - 2022 | Omar Monestier             |
| 2022 - 2023 | Paolo Mosanghini           |
| 2023 - oggi | Luca Ubaldeschi            |

## Cronologia della proprietà
- 1946 - Sve (Eugenio Linussa)
- 1966 - Zanussi
- 1968 - Melzi
- 1998 - Gruppo L'Espresso
- 2023 - Nord Est Multimedia

## Diffusione
| Anno | Tiratura media | Diffusione media | Copie vendute |
| ---- | -------------- | ---------------- | ------------- |
| 2009 | 58 493         | 50 089           | 46 931        |
| 2008 | 61 353         | 51 393           | 48 006        |
| 2007 | 61 154         | 51 678           | 48 098        |
| 2006 | 61 100         | 52 114           | 48 383        |
| 2005 | 62 165         | 52 690           | 48 767        |
| 2004 | 61 946         | 52 770           | 48 708        |
| 2003 | 61 312         | 52 598           | 48 705        |
| 2002 | 61 377         | 52 612           | 48 592        |
| 2001 | 63 249         | 54 081           | 50 079        |
| 2000 | 63 049         | 53 921           | 52 772        |
| 1999 | 62 701         | 53 399           | 52 190        |
| 1998 | 62 613         | 53 239           | 51 785        |
| 1997 | 61 272         | 51 967           | 50 552        |
| 1996 | 62 291         | 51 952           | 50 577        |

Dati Ads - Accertamenti Diffusione Stampa